# دم‌شلاقی استرالیایی
دم‌شلاقی استرالیایی (نام علمی: Coelorinchus australis) نام یک گونه از سرده تهی‌آرواره‌ها است.